# Giovanni Maini
Giovanni Maini (* 19. Februar 2000 in Bologna) ist ein italienischer Schauspieler.

## Leben
Seinen Durchbruch hatte er mit der Hauptrolle des Edo in der Streaming-Serie Drei Meter über dem Himmel, in welcher er von 2020 bis 2022 zu sehen war.

## Filmografie (Auswahl)
- 2020–2022: Drei Meter über dem Himmel (Fernsehserie, 3 Staffeln)
- 2021: Nudes: Online bloßgestellt (Fernsehserie)